# Oenochroma pallidula
Oenochroma pallidula là một loài bướm đêm trong họ Geometridae.